# Модрички Луг
Модрички Луг (раније Брезик) је насељено мјесто у општини Вукосавље, Република Српска, БиХ. Према прелиминарним подацима пописа становништва 2013. године, пописано  је 969 становника.

## Становништво
Према попису становништва из 1991. године, мјесто је имало 1.033 становника.
| Демографија- | Демографија- | Демографија- |
| Година       | Становника   | Становника   |
| ------------ | ------------ | ------------ |
| 1981.        | 0            |              |
| 1991.        | 1.033        |              |
| 2013.        | 969          |              |